# Logan-Utah-Tempel

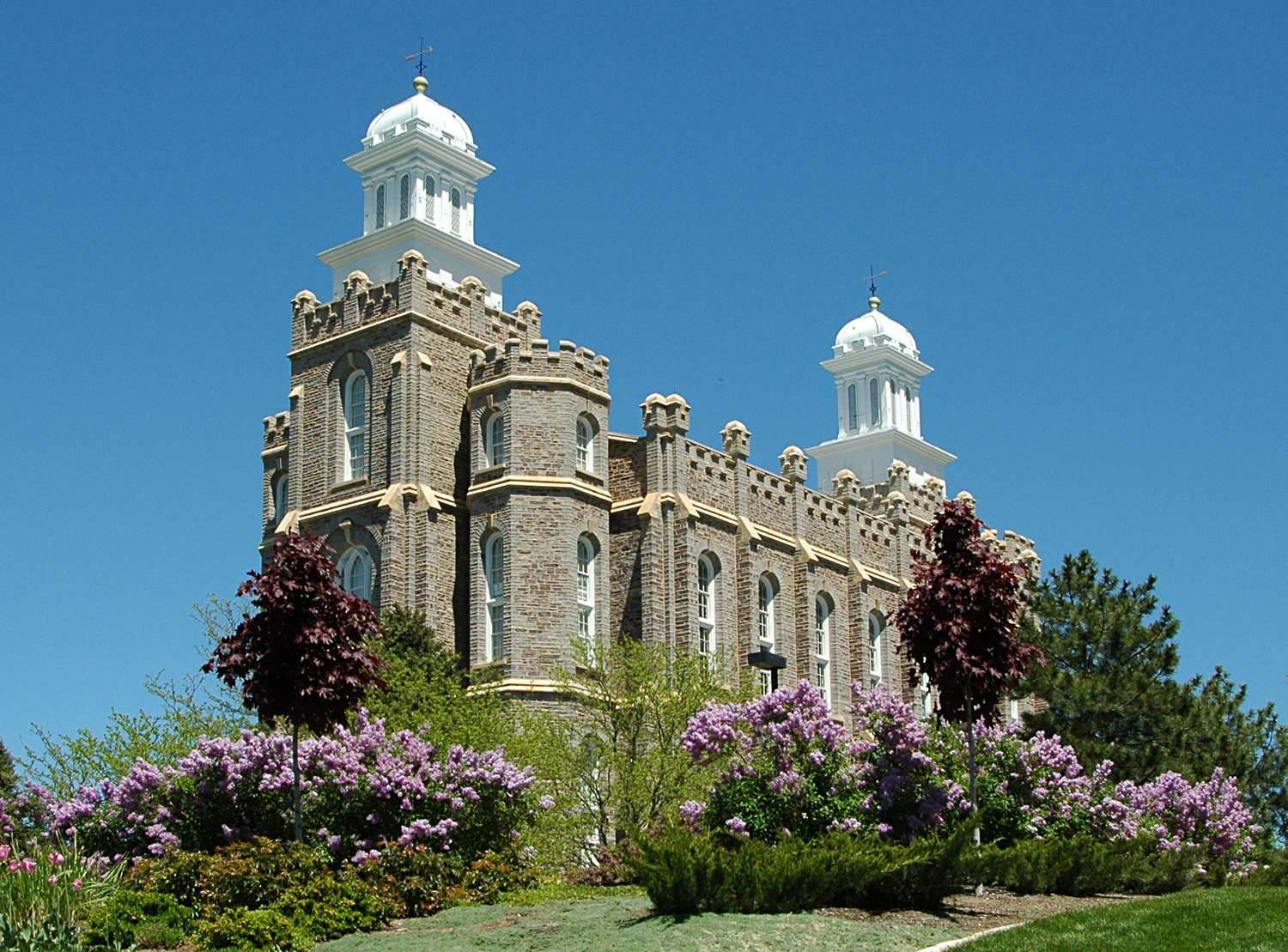
Logan-Utah-Tempel 2005

Der Logan-Utah-Tempel war der zweite Tempel der Kirche Jesu Christi der Heiligen der Letzten Tage, der in Utah gebaut wurde. Der Tempel wurde 1884 von Präsident John Taylor geweiht. 1979 wurde er nach großen Umbauarbeiten von Präsident Spencer W. Kimball erneut geweiht.
Er ist der einzige Tempel, der komplett umgebaut wurde. Nur die Außenmauern wurden stehen gelassen.

## Meilensteine
| Ankündigung:        | 18. Mai 1877  |
| Erster Spatenstich: | 17. Mai 1877  |
| Weihung:            | 17. Mai 1884  |
| Erneute Weihung:    | 13. März 1979 |

Koordinaten: 41° 44′ 3″ N, 111° 49′ 40,6″ W